# 一陽軒英得
一陽軒 英得（いちようけん えいとく、生没年不詳）とは、江戸時代後期の浮世絵師。

## 来歴
渓斎英泉の門人。一陽軒、英得と号す。作画期は文政12年（1829年）から天保の初め頃で合巻の挿絵を描く。文政12年刊行の合巻『巧草泰平の錦絵』（いさおしぐさみよのにしきえ、多満人の作）の挿絵が知られている。英泉編纂の『无名翁随筆』にある門人録に名がないので、天保4年（1833年）以前に離門したという。